# Life of Agony
A Life of Agony amerikai alternatív metalegyüttest 1989-ben New Yorkban alapította Keith Caputo énekes, Joey Z. gitáros és Alan Robert basszusgitáros. A zenekarhoz első nagylemezük felvételei előtt csatlakozott Sal Abruscato, a Type O Negative korábbi dobosa. A River Runs Red című bemutatkozó album 1993-ban jelent meg a Roadrunner Records kiadásában. Az 1995-ös Ugly című album már a Billboard 200-as lemezeladási listájára is felkerült. A lemezbemutató turné után Abruscato távozott és Dan Richardson lett az új dobos (ex-Pro-Pain). Az 1997-es Soul Searching Sun lemez megjelenése után Caputo úgy döntött kilép az együttesből, mert már nem érzi magáénak a Life of Agony zenéjét. Helyére a zenekar Whitfield Crane-t, az Ugly Kid Joe énekesét kérte fel, hogy a turnén segítse ki őket. A turné végeztével még próbáltak egy megfelelő felállást kialakítani, de végül feladták és a Life of Agony 1999-ben feloszlott.
Az együttes 2003 januárjában alakult újjá az első két lemezt elkészítő felállásában. A New York-i Irving Plazaban adott visszatérő koncertjükről készült felvételt River Runs Again: Live címmel adták ki még ugyanabban az évben, 2005-ben pedig új stúdióalbummal is jelentkeztek. Az Epicnél megjelent Broken Valley album kereskedelmileg megbukott, mivel három hónappal a megjelenés után az összes CD-t kivonták a forgalomból, miután kiderült, hogy a zenei kalózkodás felderítése céljából a kiadó kémprogramot telepített a lemezekre és emiatt beperelték. 2005 végén a Life of Agony másodszor is feloszlott.
2014-ben a zenekar hivatalos honlapján jelentették be, hogy újra aktiválták magukat, de egy új nagylemezre még éveket kellett várni. Végül 2017 áprilisában az osztrák Napalm Recordsnál jelent meg a Life of Agony ötödik stúdióalbuma, az A Place Where There's No More Pain. Még az újjáalakulást megelőzően, 2011-ben Keith Caputo énekes bejelentette, hogy transznemű, és mostantól Mina Caputo néven, nőként éli tovább az életét.
A Rolling Stone magazin 2017-ben összeállította Minden idők 100 legjobb metalalbuma listáját, melyen a Life of Agony River Runs Red nagylemeze az 58. helyen szerepel.

## Diszkográfia
Stúdióalbumok
- River Runs Red (1993)
- Ugly (1995)
- Soul Searching Sun (1997)
- Broken Valley (2005)
- A Place Where There's No More Pain (2017)
- The Sound Of Scars (2019)

Válogatások
- 1989–1999 (1999)
- The Best of Agony (2003)

Koncertalbumok
- Unplugged at the Lowlands Festival '97 (2000)
- River Runs Again: Live (2003)
- 20 Years Strong – River Runs Red: Live in Brussels (2010)

## Fordítás
Ez a szócikk részben vagy egészben  a   Life of Agony című angol Wikipédia-szócikk fordításán alapul.  Az eredeti cikk szerkesztőit annak laptörténete sorolja fel. Ez a jelzés csupán a megfogalmazás eredetét és a szerzői jogokat jelzi, nem szolgál a cikkben szereplő információk forrásmegjelöléseként.